# Präsidentschaftswahl in Sri Lanka 1982
Die Präsidentschaftswahl in Sri Lanka am 20. Oktober 1982 war die erste Direktwahl des Präsidenten Sri Lankas seit Inkrafttreten der neuen Verfassung 1978. Die Wahl wurde von Amtsinhaber Junius Richard Jayewardene gewonnen.

## Vorgeschichte

### Die neue Verfassung des Jahres 1978

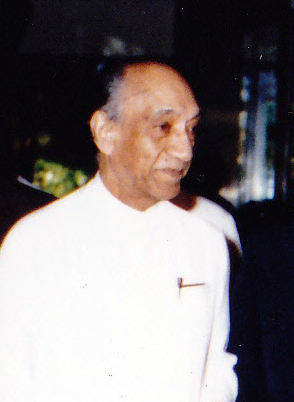
Junius Richard Jayawardane (ca. 1980)

Nach der Unabhängigkeit Sri Lankas (damals noch unter dem Namen Ceylon) vom Vereinigten Königreich 1948 hatte sich das Land eine parlamentarische Verfassung gegeben. Die Abgeordneten des sri-lankischen Parlaments wurden in Wahlkreisen nach einfachem Mehrheitswahlrecht gewählt. Staatsoberhaupt blieb der britische Monarch, da Sri Lanka im Commonwealth verblieb. In den ersten zwei Jahrzehnten nach der Unabhängigkeit wurden die Regierungen durch die liberal-konservative United National Party (UNP) gestellt. Die UNP war zwar eine singhalesisch dominierte Partei, jedoch war sie häufiger auf die parlamentarische Unterstützung tamilischer Minderheitenparteien angewiesen, die damit als Zünglein an der Waage den Interessen der tamilischen Bevölkerungsgruppe Geltung verschaffen konnten. Die politische Lage änderte sich grundlegend mit der Parlamentswahl 1970, die von der oppositionellen sozialistischen Sri Lanka Freedom Party (SLFP) mit 37 % der Stimmen, aber – stark begünstigt durch das Mehrheitswahlrecht – mehr als 60 % der Parlamentsmandate gewonnen wurde. Die neue SLFP-Regierung unter Premierministerin Sirimavo Bandaranaike erklärte das Land zur Republik und änderte den Staatsnamen in Sri Lanka. Mit der 1972 in Kraft getretenen neuen Verfassung wurde das Amt des Staatspräsidenten eingeführt. Dieser war zwar nominell Staatsoberhaupt, hatte aber weitgehend nur zeremonielle Befugnisse und Funktionen. Die eigentliche politische Macht wurde von der Premierministerin ausgeübt. Die SLFP-Regierung nahm einen sozialistisch inspirierten Umbau der Wirtschaft Sri Lankas in Angriff, der das Land letztlich in eine schwere Wirtschaftskrise führte. Außerdem wurde die diskriminierende Politik gegenüber der tamilischen Minderheit verschärft. Beides trug dazu bei, dass die Parlamentswahl 1977 für die SLFP verloren ging. Es trat die umgekehrte Situation ein und die UNP gewann, ebenso begünstigt durch das Mehrheitswahlrecht mit 50,9 % der Stimmen eine Vier-Fünftel-Mehrheit der Parlamentssitze. Die ab 1977 amtierende UNP-Regierung unter Junius Richard Jayewardene änderte mit dieser komfortablen Mehrheit die Verfassung und führte ein Präsidialsystem überwiegend nach französischem Vorbild in Sri Lanka an. Die Befugnisse des Staatspräsidenten wurden sehr deutlich gestärkt, so dass sich das politische Machtzentrum auf den Präsidenten verlagerte. Der Premierminister wurde künftig unabhängig vom Parlament vom Präsidenten ernannt und das Mehrheitswahlrecht in Ein-Personen-Wahlkreisen der Parlamentsabgeordneten wurde durch ein Verhältniswahlrecht in Mehrpersonen-Wahlkreisen ersetzt, womit künftige Supermajoritäten für eine einzige Partei im Parlament unwahrscheinlicher wurden. Am 4. Februar 1978 wurde Jayewardene erster Staatspräsident mit wesentlich erweiterten Befugnissen.

### Eskalation des ethnischen Konflikts
Schon in den 1950er und 1960er Jahren hatten die UNP-Regierungen eine Politik betrieben, die die Rechte der tamilischen Bevölkerungsgruppe beschränkte, bzw. diese diskriminierte. Diese Politik verschärfte sich unter der nachfolgenden SLFP-Regierung 1970–1977, was dazu führte, dass sich auch die Positionen der politischen Führer der Tamilen radikalisierten. Anfänglich hatten sich die Forderungen der Tamilen vorwiegend auf die Forderung nach kultureller Autonomie oder einer ethnischen Föderalisierung Sri Lankas beschränkt. Am 14. Mai 1972 schlossen sich vier Tamilenparteien (All Ceylon Tamil Congress ACTC, Ceylon Workers’ Congress, Eelath Thamilar Otrumai Munnani und All Ceylon Tamil Conference) zur Tamil United Front, die sich später in Tamil United Liberation Front (TULF) umnannte, zusammen. Weitere Tamilenparteien gingen in den folgenden Jahren in der TULF auf. Am 14. Mai 1976 hielt die TULF ihren ersten Nationalkongress in Pannakam (Bezirk Vaddukoddai, nahe Jaffna), auf dem sie eine Resolution beschloss, in der ein unabhängiger Tamilenstaat Tamil Eelam in Sri Lanka gefordert wurde. Ab dem Jahr 1976 wurden auch die Liberation Tigers of Tamil Eelam (LTTE, „Tamil Tigers“) aktiv, die als paramilitärische Guerilla-Organisation mit Terrorakten (Bombenanschlägen, Morden, Banküberfällen etc.) für ein unabhängiges sozialistisches Tamil Eelam kämpften. Durch diese Entwicklungen verschärften sich die Spannungen zwischen den Bevölkerungsgruppen und es kam in den Jahren 1977 und 1981 zu pogromartigen Ausschreitungen gegen die tamilische Minderheit, die Hunderte Todesopfer, vorwiegend unter den Tamilen, forderten.

### Ankündigung und Ereignisse vor der Wahl, Wahlkampf
Nach der sri-lankischen Verfassung von 1978 hatte die Präsidentschaftswahl frühestens zwei Monate und spätestens einen Monat vor Ablauf der sechsjährigen Amtsdauer des amtierenden Präsidenten stattzufinden. Der am 27. August 1982 in Kraft getretene 3. Verfassungszusatz ermächtigte den Präsidenten, schon nach mindestens vier Jahren Amtszeit eine Präsidentschaftsneuwahl auszuschreiben. Von diesem Recht machte Jayewardene noch am Tag des Inkrafttretens des 3. Verfassungszusatzes Gebrauch, indem er den Termin für die Präsidentschaftswahl auf den 20. Oktober 1982 festlegte. Der Zeitpunkt für die Kandidatennominierung wurde auf dem 17. September 1982 festgelegt. Der Wahltermin lag damit 14 Monate vor dem Ende der Amtsdauer Jayewardenes.
Mit dem vorgezogenen Wahltermin wollte Jayewardene von einer Spaltung innerhalb der oppositionellen SLFP profitieren. 1981 hatte sich der stellvertretende SLFP-Vorsitzende Maitripala Senanayake mit der Parteivorsitzenden Bandaranaike zerstritten und wollte sich zusammen mit seinen Anhängern durch die Wahlkommission als die „wahre SLFP“ anerkennen lassen. Letztlich erkannte der Vorsitzende der Wahlkommission Bandaranaikes SLFP mit Ratnasiri Wickremanayake als deren Generalsekretär am 9. September 1982 als die rechtmäßige Partei an. Senanayake zog daraufhin seine angekündigte Präsidentschaftskandidatur zurück. Die SLFP-Vorsitzende Bandaranaike hatte im Jahr 1980 wegen vermeintlicher Verfehlungen während ihrer Amtszeit als Premierministerin ihre bürgerlichen Rechte für sieben Jahre aberkannt bekommen und konnte somit nicht selbst als Präsidentschaftskandidatin der SLFP antreten. Zum offiziellen SLFP-Kandidaten wurde Hector Kobbekaduwa, ein Vertrauter Bandaranaikes und ehemaliger Landwirtschaftsminister in ihrem Kabinett 1970–1977, gekürt. Die SLFP versprach im Wahlkampf die Wiederherstellung der Verfassung von 1972, die Erhöhung der staatlichen Lebensmittelsubventionen und Schutzzölle für die heimische Industrie.
| Kandidat                | Partei                    | Kürzel | Wahlsymbol  |
| ----------------------- | ------------------------- | ------ | ----------- |
| J.R. Jayawardene        | United National Party     | UNP    | Elefant     |
| H. S. R. B. Kobbekaduwa | Sri Lanka Freedom Party   | SLFP   | Hand        |
| Rohana Wijeweera        | Janatha Vimukthi Peramuna | JVP    | Glocke      |
| G. G. Ponnambalam Akila | All Ceylon Tamil Congress | ACTC   | Fahrrad     |
| Colvin R. De Silva      | Lanka Sama Samaja Party   | LSSP   | Schlüssel   |
| Vasudeva Nanayakakra    | Nawa Sama Samaja Party    | NSSP   | Regenschirm |

Die trotzkistische Lanka Sama Samaja Party (LSSP), die über Jahrzehnte die extreme Linke in Sri Lanka repräsentiert hatte, wurde durch einen innerparteilichen Richtungskonflikt geschwächt, bei dem, ähnlich wie bei der SLFP, zwei rivalisierende Gruppen das Erbe der alten LSSP antreten wollten. Am 9. September 1982 wurde die Gruppierung mit Bernard Soysa als Generalsekretär durch die Wahlkommission als rechtmäßige LSSP anerkannt. Diese Gruppierung nominierte ihren Parteivorsitzenden Colvin R. de Silva als Kandidaten. Von der Schwäche der LSSP profitierte die marxistische Janatha Vimukthi Peramuna (JVP), die sich nach dem missglückten Umsturzversuch vom April 1971 im Jahr 1977 als politische Partei rekonstituiert hatte. Die JVP stellte ihren Parteiführer Rohana Wijeweera als Kandidaten auf.
Als weiterer Kandidat der extremen Linken kandidierte Vasudeva Nanayakkara für die Nawa Sama Samaja Party (NSSP), eine Abspaltung von der LSSP.
Anfang Oktober 1982 rief die TULF die tamilische Wählerschaft zum Wahlboykott auf. Zuvor war es der TULF, die zunehmend unter dem Druck radikaler tamilischer Kräfte stand, nicht gelungen, in Verhandlungen mit der UNP-Regierung irgendwelche Konzessionen für die tamilische Minderheit zu erlangen.

## Ergebnisse

### Landesweites Ergebnis
Von den 8.145.015 registrierten Wahlberechtigten beteiligten sich 6.602.617 (81,06 %) an der Wahl. Gewählt wurde landesweit in 6985 Wahllokalen. 119.707 (1,46 % der Wahlberechtigten) wurden herausgegeben. 6.522.147 Stimmen (98,78 %) waren gültig und 80.470 (1,22 %) ungültig.
| Name des Kandidaten | Name des Kandidaten     | Partei          | Stimmen absolut | Stimmen in % |
| ------------------- | ----------------------- | --------------- | --------------- | ------------ |
|                     | J. R. Jayawardene       | UNP             | 3.450.811       | 052,91 %     |
|                     | H. S. R. B. Kobbekaduwa | SLFP            | 2.548.438       | 039,07 %     |
|                     | Rohana Wijeweera        | JVP             | 0.273.428       | 04,19 %      |
|                     | G. G. Ponnambalam       | ACTC            | 0.173.934       | 02,67 %      |
|                     | Colvin R. De Silva      | LSSP            | 00.58.531       | 00,90 %      |
|                     | Vasudeva Nanayakakra    | NSSP            | 00.17.005       | 00,26 %      |
| Gültige Stimmen     | Gültige Stimmen         | Gültige Stimmen | 6.522.147       | 100,00 %     |

### Ergebnisse nach Wahlkreisen
| Wahlkreis    | Jayawardene UNP in % | Kobbekaduwa SLPF in % | Wijeweera JVP in % | Ponnambalam ACTC in % | De Silva LSSP in % | Nanayakakra NSSP in % | Gültige Stimmen in % | Ungültige Stimmen in % | Wahl- beteiligung in % |
| ------------ | -------------------- | --------------------- | ------------------ | --------------------- | ------------------ | --------------------- | -------------------- | ---------------------- | ---------------------- |
| Gampaha      | 52,50                | 43,31                 | 3,40               | 0,08                  | 0,55               | 0,16                  | 99,15                | 0,08                   | 84,14                  |
| Kalutara     | 50,15                | 44,06                 | 3,44               | 0,11                  | 2,04               | 0,21                  | 98,76                | 1,24                   | 85,57                  |
| Mahanuwara   | 59,80                | 36,89                 | 2,58               | 0,12                  | 0,47               | 0,15                  | 99,07                | 0,93                   | 86,56                  |
| Matale       | 58,11                | 36,65                 | 4,43               | 0,16                  | 0,54               | 0,12                  | 99,13                | 0,87                   | 87,15                  |
| Nuwara Eliya | 63,10                | 33,05                 | 2,64               | 0,32                  | 0,70               | 0,19                  | 98,83                | 1,17                   | 86,60                  |
| Galle        | 50,23                | 42,96                 | 4,98               | 0,10                  | 1,52               | 0,21                  | 98,78                | 1,22                   | 83,19                  |
| Matara       | 49,32                | 43,29                 | 6,62               | 0,14                  | 0,47               | 0,15                  | 99,08                | 0,92                   | 84,29                  |
| Hambantota   | 45,90                | 38,73                 | 14,62              | 0,14                  | 0,44               | 0,17                  | 99,09                | 0,91                   | 82,28                  |
| Jaffna       | 20,54                | 35,46                 | 1,42               | 40,03                 | 1,55               | 1,00                  | 95,36                | 4,64                   | 46,31                  |
| Vanni        | 46,42                | 32,83                 | 3,23               | 16,29                 | 0,83               | 0,41                  | 96,66                | 3,34                   | 61,45                  |
| Batticaloa   | 40,05                | 18,06                 | 1,07               | 39,22                 | 1,08               | 0,51                  | 97,66                | 2,34                   | 71,29                  |
| Digamadulla  | 56,39                | 32,99                 | 4,77               | 5,02                  | 0,60               | 0,23                  | 98,71                | 1,29                   | 79,83                  |
| Trincomalee  | 48,64                | 33,87                 | 5,76               | 10,76                 | 0,68               | 0,29                  | 98,12                | 1,88                   | 71,38                  |
| Kurunegala   | 55,77                | 40,08                 | 3,52               | 0,08                  | 0,42               | 0,13                  | 99,13                | 0,87                   | 87,16                  |
| Puttalam     | 59,12                | 36,70                 | 3,21               | 0,37                  | 0,48               | 0,11                  | 99,09                | 0,91                   | 82,18                  |
| Anuradhapura | 49,84                | 43,54                 | 5,88               | 0,09                  | 0,49               | 0,17                  | 99,04                | 0,96                   | 85,72                  |
| Polonnaruwa  | 56,26                | 35,26                 | 7,71               | 0,22                  | 0,43               | 0,13                  | 99,00                | 1,00                   | 83,59                  |
| Badulla      | 58,67                | 36,87                 | 3,21               | 0,26                  | 0,88               | 0,19                  | 98,77                | 1,23                   | 86,88                  |
| Moneragala   | 49,38                | 42,49                 | 6,91               | 0,16                  | 0,85               | 0,22                  | 98,53                | 1,47                   | 83,26                  |
| Ratnapura    | 50,90                | 44,13                 | 3,26               | 0,12                  | 0,58               | 1,01                  | 99,02                | 0,98                   | 86,78                  |
| Kegalle      | 57,02                | 36,92                 | 4,00               | 0,11                  | 1,80               | 0,15                  | 98,69                | 1,31                   | 85,43                  |
| Gesamt       | 52,91                | 39,07                 | 4,19               | 2,67                  | 0,90               | 0,26                  | 98,78                | 1,22                   | 81,06                  |

### Kartographische Darstellungen des Wahlergebnisses

Mehrheiten nach Wahlkreisen und Stimmbezirken
Mehrheiten in den 22 Wahlkreisen: Jayawardene (UNP) Kobbekaduwa (SLFP)
Mehrheiten in den 160 Stimmbezirken: Jayawardene (UNP) Kobbekaduwa (SLFP) Ponnambalam (ACTC)

## Beurteilung der Wahl und weitere Entwicklung
Die Wahlbeteiligung lag bei 80,1 % und damit unter der der letzten Wahl 1977 (86,4 %), was zumindest teilweise durch den Wahlboykott der größten Tamilenpartei TULF im Norden erklärt war. Außerdem wurde spekuliert, dass das neu eingeführte, scheinbar kompliziertere Präferenzwahlrecht einige Wähler abgeschreckt haben könnte.
Im Spektrum der extremen Linken zeigte sich ein fast vollständiger Kollaps der Lanka Sama Samaja Party (LSSP), die bei dieser Wahl nur noch 0,9 % der Stimmen erhielt. An ihre Stelle trat die Janatha Vimukthi Peramuna (JVP), die mit 4,19 % auf den dritten Platz kam. Obwohl die Wahl mit einem eindeutigen Wahlsieg für den UNP-Amtsinhaber Jayawardane endete, zeigte sich gleichermaßen, dass der oppositionelle SLFP-Kandidat trotz deutlicher Benachteiligung (die Parteivorsitzende Bandaranaike durfte nicht kandidieren, die SLFP war durch innerparteiliche Streitigkeiten geschwächt) fast 40 % der Stimmen erhalten hatte. Damit schien es unwahrscheinlich, dass die UNP bei der turnusmäßig spätestens im August 1983 anstehenden Parlamentswahl ihre bisherige verfassungsändernde Zweidrittelmehrheit im Parlament würde behaupten können. Die UNP-Regierung verabschiedete daher den 4. Verfassungszusatz zur Verfassung Sri Lankas, der die Legislaturperiode des 1977 gewählten Parlaments um weitere sechs Jahre verlängerte. Dieser Verfassungszusatz musste durch ein Referendum bestätigt werden, das auf den 22. Dezember 1982 angesetzt wurde. Die Regierung begründete die Verschiebung der Parlamentswahl mit der Notwendigkeit einer wirtschaftlichen Stabilisierung unter der amtierenden Regierung. Radikale, „anti-demokratische“ Elemente der Opposition sollten keine Chance erhalten, ins Parlament zu gelangen. Diese Argumentation wurde von der Opposition zurückgewiesen, die die Regierung beschuldigte, eine Ein-Parteien-Diktatur zu perpetuieren.